# Madsen (strojnica)
Madsen je bila danska strojnica, jedan od prvih modela. Imala je vrlo kompliciran mehanizam zbog čega je njena proizvodnja bila skupa, ali glavna odlika joj je bila pouzdanost. Proizvedena je u mnogo različitih modela i kalibara. Prodana je diljem svijeta, uključujući Ujedinjeno Kraljevstvo, Bugarsku, Kinu, Estoniju, Finsku, Njemačku, Nizozemsku, Mađarsku, Italiju, Kraljevinu SHS, Norvešku i Litvu. Služila je za razne namjene a montirana je na tenkove, oklopna vozila i zrakoplove, kao dio naoružanja mnogih zemalja tijekom Drugog svjetskog rata.